# Azure SQL Database
Microsoft Azure SQL Database（アジュール エスキューエル データベース）は、マイクロソフトが提供するクラウドサービス「Microsoft Windows Azure」の一角を占める関係データベースサービスである。Microsoft SQL Server 2008をベースに開発が行われ、クラウドに適合するようにカスタマイズされている。旧名称：Microsoft SQL Azure。
クラウドデータベースは、クラウドコンピューティングプラットフォーム上で実行されるデータベースであり、データベースへのアクセスはサービスとして提供される。マネージドデータベースサービスは、データベースのスケーラビリティ、バックアップ、および高可用性を処理する。 コンテナサービスではないため、同じ複合クラウドサービスであるAWSのAmazon Relational Database Serviceとは機能が異なる。
Azure SQL Databaseには、アプリのパターンを学習し、パフォーマンス、信頼性、およびデータ保護を最大化するように適応する組み込みのインテリジェンスが含まれている。

## 歴史
最初期のWindows Azureに含まれていたSQL Servicesとは異なる物である。当所、PDC2008でWindows Azure構想が発表された段階では、Windows Azureの１サービスとしてSQL Serviceが含まれていた。SQL Servicesは、関係データベースとは異なる思想のサービスでありSQL Serverとはかけ離れたサービスであった。しかし、顧客やパートナーからのフィードバックを受け、2009年3月10日に方針転換が発表されたことにより事態が一変した。SQL Servicesの構想は白紙に戻され、現在のSQL Azureへとつながる関係データベースへの転換が発表される。後に、SQL Data Servicesの名称変更があり、SQL Azureとの名称となり、再度の変更でAzure SQL Databaseとなり、現在へと至る。
- 2008年10月28日
  - PDC 2008の基調講演で、レイ・オジーがWindows Azure構想を発表する。Windows Azureの１サービスとしてSQL Servicesが含まれていた。
- 2009年03月10日
  - マイクロソフトよりSQL Servicesの開発方針の変更が発表される。発表された変更内容は、現在のSQL Azureの構想である。
- 2009年07月08日
  - SQL Server Team Blogにて、SQL ServicesからSQL Azureへ名称変更することが発表される[1]。
- 2009年08月18日
  - SQL Azure Database CTP版のリリース。
- 2010年2月17日
  - SQL Azure Service Update 1リリース[2]。
- 2010年4月6日
  - SQL Azure Service Update 2リリース[3]。
- 2010年07月25日
  - SQL Azure Service Update 3リリース[4]。
  - SQL Azureを提供するデータセンターに、東アジアと南ヨーロッパの2か所が追加される。
- 2010年08月24日
  - SQL Azure Service Update 4リリース[5]。
- 2010年10月22日
  - SQL Azure Service Update 5リリース[6]。
- 2011年1月
  - SQL Azure Data Sync CTPリリース。
- 2011年2月
  - SQL Azure Reporting 限定CTP版リリース。